# Lionello Manfredonia
Lionello Manfredonia ([ljoˈnɛllo maɱfreˈdɔːnja]; * 27. November 1956 in Rom) ist ein ehemaliger italienischer Fußballspieler.
Während seiner aktiven Laufbahn spielte er als Libero, Vorstopper und defensiver Mittelfeldspieler.

## Karriere

### Im Verein
Lionello Manfredonia begann seine Karriere im Jahr 1970 in der Jugendabteilung von Lazio Rom, mit der er 1976 das Campionato Primavera gewinnen konnte. Am 2. November 1975 debütierte er beim 1:1 im Spiel gegen den FC Bologna in der Serie A. In der folgenden Spielzeit wurde er Stammspieler und entwickelte sich zu einem der besten Abwehrspieler Italiens.
Im Jahr 1980 wurde Lionello Manfredonia, zusammen mit seinem guten Freund Bruno Giordano, in den Wettskandal verwickelt, aufgrund dessen auch Lazio Rom und der AC Mailand in die Serie B zwangsabsteigen mussten. Manfredonia wurde zu zwölf Monaten Gefängnis verurteilt und für drei Jahre und sechs Monate gesperrt.
Nach dem Ablauf seiner Sperre, die später auf zwei Jahre reduziert wurde, lief er in der Saison 1982/83 wieder für Lazio Rom auf und schaffte mit der Mannschaft die Rückkehr in die Serie A.
Nach der desaströsen Saison 1984/85, in der Lazio Rom nur zwei der 30 Saisonspiele gewinnen konnte und wieder in die Serie B absteigen musste, verließ Lionello Manfredonia den Hauptstadtklub und wechselte zum Rekordmeister Juventus Turin. Mit Juve gewann er unter Trainer Giovanni Trapattoni bereits im ersten Jahr die italienische Meisterschaft und den Weltpokal.
Nach zwei Jahren in Turin und insgesamt 77 Partien mit zehn Toren im weiß-schwarzen Dress wechselte Manfredonia zurück in seine Heimatstadt und spielte für den AS Rom. Dort war er bei den Fans, aufgrund seiner Vergangenheit beim Lokalrivalen Lazio und bei der verhassten Juventus, nicht gerade beliebt. Lionello Manfredonia beendete seine aktive Karriere während der Saison 1989/90, nachdem er am 30. Dezember 1989 bei einem Spiel gegen den FC Bologna einen Herzinfarkt erlitten hatte.

### In der Nationalmannschaft
Nach elf Einsätzen für die italienische U21-Nationalmannschaft debütierte Lionello Manfredonia am 3. Dezember 1977 beim 3:0 gegen Luxemburg.
Im folgenden Jahr wurde er von Nationaltrainer Enzo Bearzot, im Alter von gerade einmal 21 Jahren, in den italienischen Kader für die Weltmeisterschaft 1978 in Argentinien berufen, wo er jedoch keine einzige Minute auf dem Spielfeld stand, da er auf seiner Position mit Gaetano Scirea einen starken Konkurrenten hatte.
Am 23. September 1978 bestritt Manfredonia, im Alter von nur 21 Jahren, bereits das letzte seiner insgesamt nur vier Länderspiele.

## Erfolge
- Italienische Meisterschaft: 1985/86
- Weltpokal: 1985